# Un carnet de bal
Un carnet de bal is een Franse dramafilm uit 1937 onder regie van Julien Duvivier.

## Verhaal
Na de dood van haar man bedenkt Christine Sugère dat ze haar leven heeft vergooid door met hem te trouwen, in plaats van met een man voor wie ze meer voelde. Ze gaat op zoek naar hem en naar enkele andere mannen met wie ze op een bal danste.

## Rolverdeling
| Acteur               | Personage                                                 |
| -------------------- | --------------------------------------------------------- |
| Marie Bell           | Christine Sugère                                          |
| Harry Baur           | Alain Regnault / pater Dominique                          |
| Louis Jouvet         | Pierre Verdier / Jo                                       |
| Raimu                | François Patusset, de burgemeester                        |
| Fernandel            | Fabien Coutissol / dameskapper                            |
| Pierre Blanchar      | Thierry Raynal / dokter                                   |
| Pierre Richard-Willm | Eric Irvin / gids in het hooggebergte                     |
| Françoise Rosay      | mevrouw Audié, de moeder van Georges                      |
| Gabrielle Fontan     | Rose, de meid van mevrouw Audié                           |
| Andrex               | de geadopteerde zoon van de burgemeester                  |
| Sylvie               | Gaby, de minnares van Raynal                              |
| Milly Mathis         | Cécile Gachery, de verloofde van Patusset en zijn ex-meid |
| Maurice Bénard       | Brémont, de trouwe vriend van Christine                   |
| Pierre Alcover       | Teddy                                                     |
| Roger Legris         | Mélanco                                                   |
| Alfred Adam          | Fred                                                      |